# Карначёв, Михаил Титович
Михаил Титович Карначёв (14 мая 1901, деревня Хоблино, Суетовская волость, Духовщинский уезд, Смоленская губерния — 1 декабря 1984, Барнаул, Алтайский край) — советский военный деятель, генерал-майор, публицист.
Почетный гражданин города Барнаула, поселка Лог Волгоградской области, городов Богуслава и Мироновки Киевской области Украины.

## Биография

### Ранние годы
Родился 14 мая 1901 г. в деревне Хоблино (в данный момент не существует) Суетовской волости, Духовщинского уезда, Смоленской губернии в бедной крестьянской семье Тита Акимовича Карначёва и его супруги Татьяны Петровны. Помимо Михаила, в семье было пятеро детей.
С семи лет пошёл в церковно-приходскую школу, через год перешёл в школу народного просвещения в село Рыбки, которую окончил в 1915 году. После этого планировал поступать в Московскую сельскохозяйственную академию. Однако, не успел на экзамены, после чего был вынужден остаться в Москве и довольствоваться случайными заработками, первоначально проживая у работающего там односельчанина. Накануне 1917 года, из-за сложной экономической и социальной ситуации в Москве, вернулся домой, после чего работал на лесозаготовке в окрестностях Ярцево.

### Военная деятельность
В 1918 году призывается в Красную армию и направляется в город Можайск в запасной красноармейский полк, где проходит военную подготовку.
В июле 1920 года в полк приезжает комиссия и отбирает кадры для командных курсов в Москву. Михаил вместе с 500 сослуживцами был направлен на отбор, после которого попал в 2-ю Московскую пехотную школу командного состава Красной армии. В марте 1921 года направляется на подавление Кронштадтского восстания.
Сдав выпускной экзамен, в сентябре 1922 года назначается командиром взвода в 41 стрелковый пехотный полк в Москве.
В 1923 году добровольцем направляется в Памир для подавление восстания басмачей.

### Межвоенный период
С 1925 года член ВКП (б). Вернувшись, был назначен командиром роты 40-го стрелкового образцового полка в городе Владимир, где прослужил до 1927 года, после чего направлен в Рязанскую пехотную школу командного состава на должность командира роты курсанотов.
В 1932 году сдал экзамены в военную академию имени М. Ф. Фрунзе, но в срочном порядке был направлен на охрану дальневосточной границы. Там был назначен командиром 78 стрелкового полка 26 дивизии. В 1935 году Карначёва навещает В. К. Блюхер.
Конец 30-х характеризовался массовыми репрессиями в рядах РККА. В 1938 году М.Т. Карначёв подвергся репрессиям, однако, согласно его автобиографии уже в 1939 году выбыл в "секретную командировку" и начал обучение в военной академии им. Фрунзе, откуда, с его слов, выехал в Астрахань и занял должность командира батальона курсантов.

### 54-й укреплённый район
В 1942 году Карначёв был вызван в штаб Сталинградского военного округа, где получил приказ на формирование пулемётно-артиллерийской дивизии, которая впоследствии получит название 54-го укреплённого района. Командуя этой дивизией, держит оборону на реке Дон в течение 190 дней. За это получает ордена Красного Знамени и Красной Звезды.
Далее дивизия перебрасывается под Москву и готовит оборонительные позиции под Курском и Белгородом.
54-й укрепрайон в составе 40-й армии 2-го Украинского фронта принимает участие в наступательных операциях на территории УССР.
Принимая участие в освобождении Молдовы и Румынии дивизия получает название Трансильванский укрепленный район. Сломав сопротивление венгерской армии, дивизия встречает окончание войны под городом Прага. За участие в боях на территории Чехословакии, Михаил Титович удостоился высшей награды этой страны — ордена Белого льва.

### Послевоенные годы
После роспуска 54-го Трансильванского укрепрайона, Карначев служил в Главном штабе сухопутных войск.
В 1951 году окончил военную академию им. М. В. Фрунзе.
Вместе с супругой переехал в город Барнаул и в 1955—1959 годах возглавлял работу военной кафедры Алтайского сельскохозяйственного института.
Автор многочисленных газетных заметок и нескольких книг.

## Воспоминания
- Бойцы укреплённого района / Битва за Сталинград. 4-е издание. — Волгоград: Нижне-Волжское книжное издательство, 1973 — С.230-233.